# Мачин, Роберт
Роберт Мачин (или Роберту Жоб Машин порт. Roberto Machim, Roberto Job Machim) — английский авантюрист XIV века, который предположительно открыл остров Мадейра.

## Биография
Биография Мачина точно не определена. Считается, что он был подданным короля Эдуарда III, который сбежал из Бристоля по сентиментальным причинам. Он торговал на Средиземном море и влюбился в женщину по имени Анна д'Арфэ. Ее настоящее имя могло быть Дорсет, Дарби или Хартфорд. Анна занимала более высокое положение в обществе, чем Роберт, и им пришлось бежать из Бристоля. Шторм унес их корабль от берегов Франции, и через тринадцать дней они увидели остров Мадейру, где высадились. Вскоре Анна умерла от истощения, Роберт последовал за ней через несколько дней. Экипаж корабля добрался до Северной Африки, где их захватили мавры. Один из матросов, севилец по имени Моралес, был выкуплен и отправлен в Кастилию, но на обратном пути его пленил слуга принца Генриха Мореплавателя. Когда Генрих узнал об истории Мачина, он немедленно послал экспедицию, которая нанесла на карту остров Мадейра.
Эта версия истории была предположительно записана одним из членов семьи принца Генриха и стала основой для более поздних версий. Известно, что она датируется, по крайней мере, 1579 годом. Другая традиция, вероятно, более древняя и восходит к 1507 году. В этой версии Мачин пережил свою возлюбленную и построил часовню над ее могилой. Он покинул остров и в конце концов оказался при королевском дворе Кастилии. Наконец, третья версия повествует о французском купце по имени Макино. По этой версии, известной по трудам Джулио Ланди, у Макино не было любовницы, и он позже вернулся, чтобы колонизировать остров.
Хотя неизвестно, правдива ли история о Мачине, память о нем на острове сохранена в названии города Машику, который мог быть назван в его честь. Несомненно, открытие Мадейры предшествовало португальскому поселению, поскольку оно появляется на картах еще в 1339 году. В 1419 году Жуан Гонсалвиш Зарку высадился на острове и колонизировал его.